# Oskar Aders

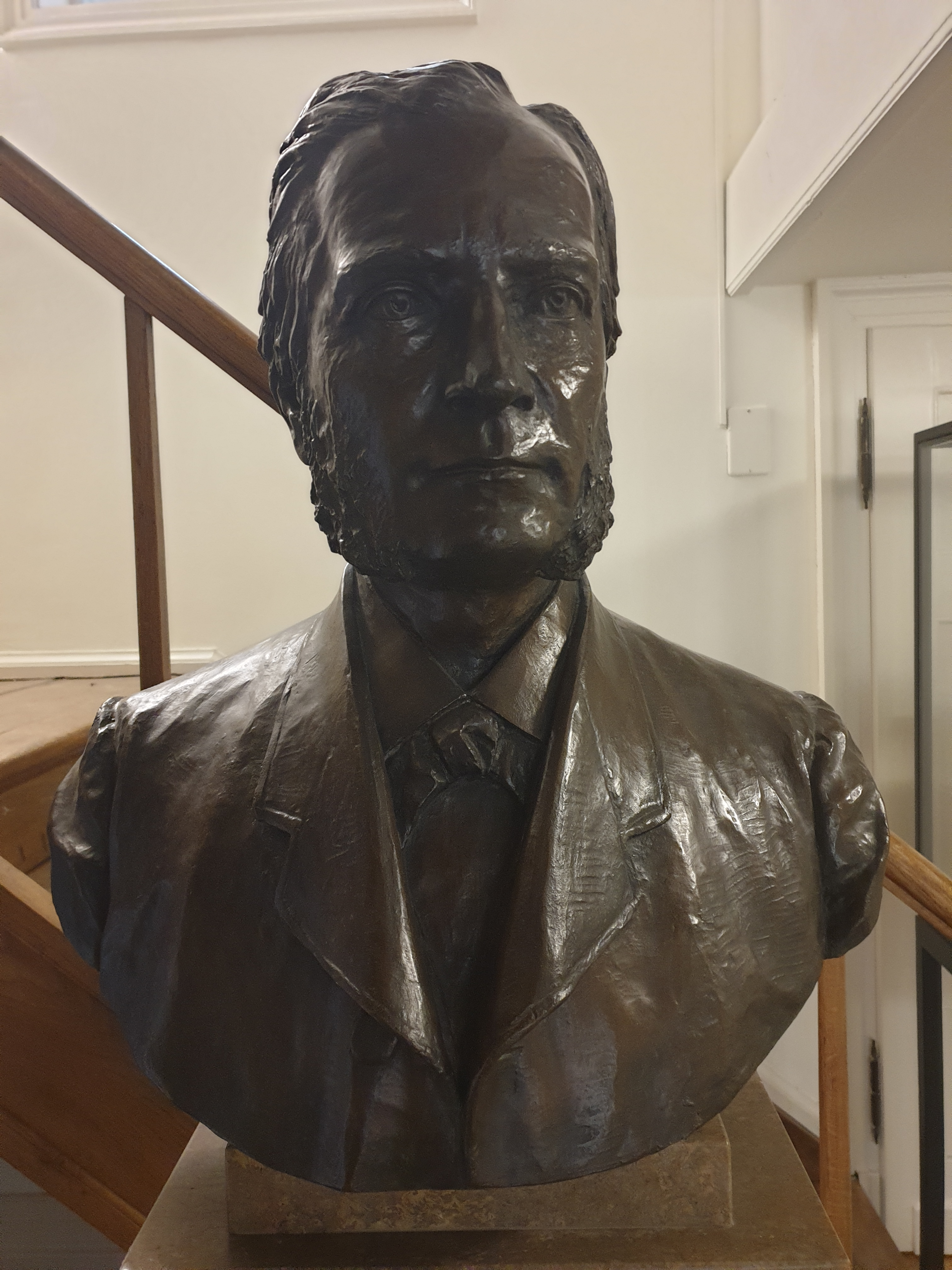
Büste Oskar Aders (Stadtmuseum Düsseldorf)

Ewald Oskar Aders (* 28. März 1831 in Elberfeld (heute Stadtteil von Wuppertal); † 8. Oktober 1889 in Düsseldorf) war ein deutscher Jurist, Richter im preußischen Staatsdienst und Mäzen.

## Leben
Aders war ein Sohn des Elberfelder Unternehmers Ewald Aders (1799–1832) und dessen Frau Sophia Aders geb. Tönnies (1803–1889) und Enkel des Johann Jakob Aders, Bürgermeister von Elberfeld. Seine Berufslaufbahn führte ihn bis zum Amt des Direktors des Landgerichts in Düsseldorf.

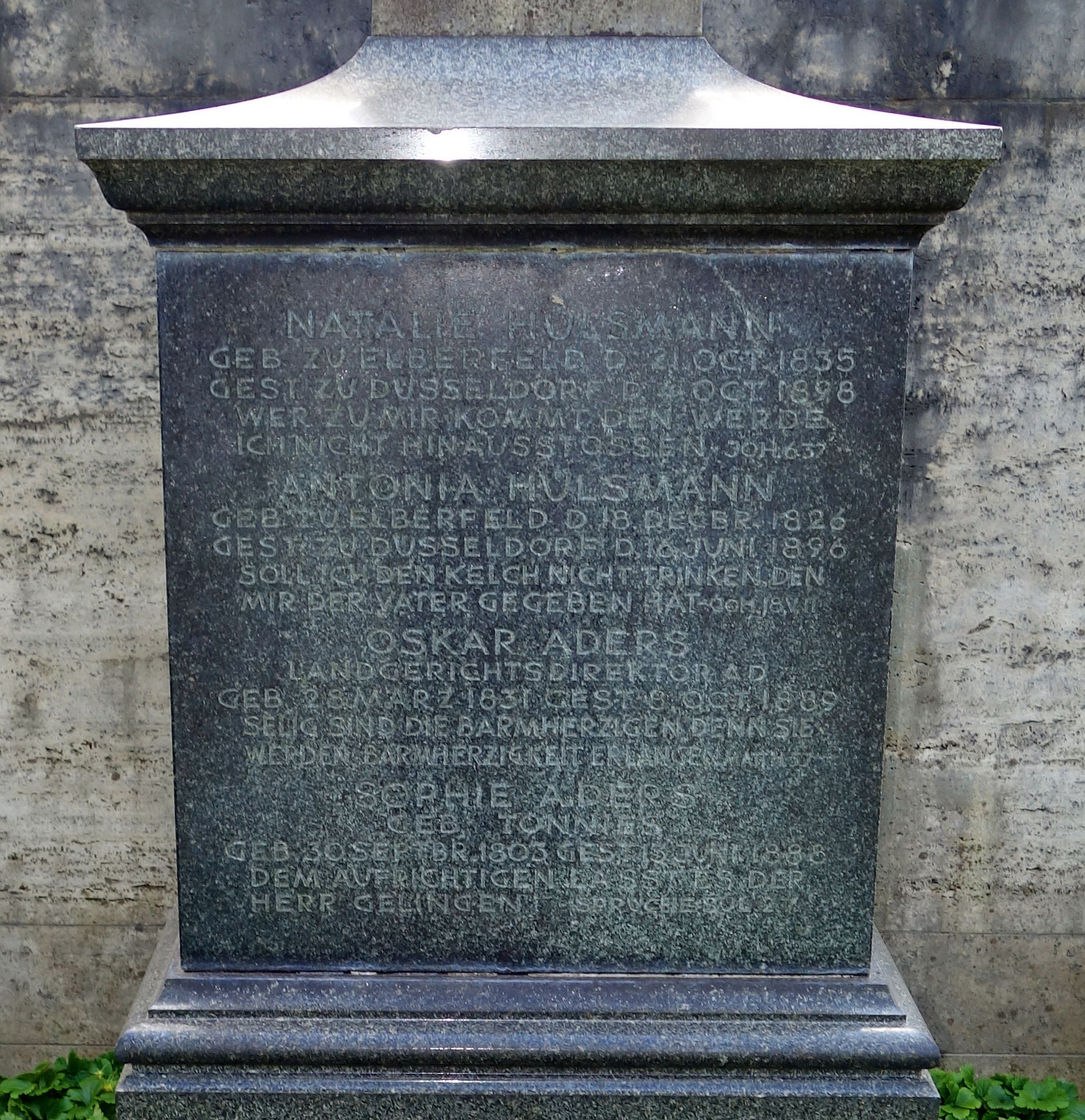
Grabmal der Familie Aders auf dem Düsseldorfer Nordfriedhof

Sein Grab liegt auf dem Düsseldorfer Nordfriedhof, sein Vermögen von zwei Millionen Mark vermachte er der Stadt Düsseldorf. Die Hälfte des Geldes wurde als Aders’sche Wohnungsstiftung für den Bau von Arbeiterwohnungen verwendet die andere Hälfte wurde in eine Studienstiftung zur Förderung von begabten Kindern, der Aders-Tönnis-Stiftung, überführt.
Die „Adersstraße“ in Düsseldorf-Friedrichstadt und „Am Adershof“ in der Siedlung am Nordfriedhof in Derendorf sind nach ihm benannt. Im Rathaus Düsseldorf wurde in 1885 eine Büste Aders aufgestellt. Die Marmorbüste wurde von dem Bildhauer Karl Hubert Maria Müller, Sohn des Malers Andreas Müller, gefertigt.